# 威廉·史密斯 (拳击运动员)
威廉·亚历山大·史密斯（英語：William Alexander Smith，1904年7月19日—1955年12月20日），生于约翰内斯堡，南非男子拳击运动员。他曾代表南非参加1924年夏季奥林匹克运动会拳击比赛，获得男子118磅级金牌。